# Especie hipotética

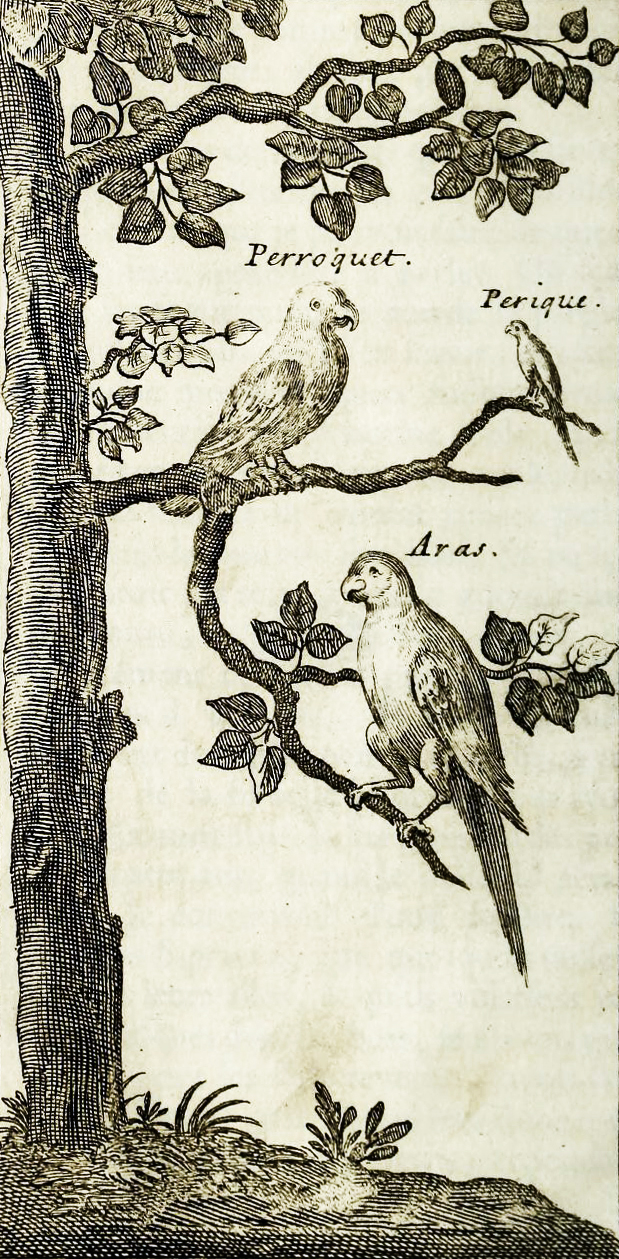
Ilustración de 1722 de Jean-Baptiste Labat de tres loros de Guadeloupe. No hay restos de estos loros, por lo que su clasificación exacta es imposible.

Una especie hipotética es una especie, generalmente extinta, que fue descrita por algún científico, pero sin pruebas consistentes de que haya existido o exista realmente. Estas descripciones suelen basarse en avistamientos directos o testimonios de avistamientos indirectos, pero nunca se capturó ningún espécimen, ni se han encontrado restos fósiles o subfósiles. Esta carencia de pruebas puede inducir a confusión, ya que podría tratarse de una especie nueva, una subespecie de una especie conocida, o incluso tratarse de una especie introducida ya descrita.
Por ejemplo, se mencionaron las poblaciones de varias especies de psitaciformes en los relatos de los primeros navegantes por el Caribe y las islas Mascareñas, y después fueron descritas científicamente por varios naturalistas del siglo XIX y principios del XX, sin más pruebas que esas observaciones y sin material físico de esas aves. Un ejemplo típico es el loro de Reunión.